# 飛行場管制
飛行場管制（ひこうじょうかんせい）とは、国土交通省の航空局、陸上自衛隊、海上自衛隊、及び航空自衛隊が設置する飛行場管制所にて行われる航空交通業務の一つであり、飛行場管制業務（ひこうじょうかんせいぎょうむ）ともいう。この業務は飛行場内のうち走行地域（航空機が離着陸及び地上移動する地域のうち、エプロンを除くもの）と航空交通管制圏内の空域をその対象としている。通常、飛行場管制業務は空港・飛行場に設置の管制塔にて行われる。
飛行場管制は元々、無線交信を担当する席と直通電話等を使用して調整を行う席のみであったが、航空交通量が拡大を続ける今、規模の大きい空港においては前述2席のみではトラフィックを捌ききれないため、いくつかの席に分けて行われている場合がある。以下に日本における例を示す。

## 管制承認伝達席
デリバリーなどと呼ばれる。
管制承認伝達席は、他の管制機関又は飛行場管制席にある者が行った管制承認、管制許可、管制指示又は特別有視界飛行許可の中継を行う。
具体的には、計器飛行方式により飛行しようとする航空機に対し、ATMセンターによる管制承認及び管制指示、管制区管制所等による管制間隔若しくは障害物との安全間隔の設定のための飛行経路、高度又は速度に対する航空法第96条第1項の指示を航空機に対し伝達する。

## 副管制席
フライトデータ、略してFDと呼ばれることが多い。
副管制席は以下の業務を行う。
- 飛行場管制席の業務の補助
- 次に掲げる事柄の記録又は中継
  - 管制承認、管制許可、管制指示、特別有視界飛行許可及び飛行計画
  - 航空機からの位置通報その他の通報
  - 航空機の離着陸の時刻、気象その他の通報
- 関係機関との連絡調整

## 地上管制席
コールサインはグラウンド。走行地域のうち滑走路を除く部分を管制する。ただし、乗客の乗降、貨物の積み降ろし、整備又は停留のために行われるエプロン内の航空機の移動については管制業務の対象ではなく、運航者の所掌である。
具体的には、以下の業務を行う。
- 走行地域を航行する航空機及び飛行場の業務に従事する者に対する管制許可及び管制指示
- 地上管制席の管制業務に係る事務であって、次に掲げるもの
  - 他の管制機関又は飛行場管制席にある者が行った管制承認、管制許可、管制指示又は特別有視界飛行許可の中継（ただし、管制承認伝達席が設置されている場合を除く）。
  - 飛行情報業務
  - 警急業務

地上走行に関する指示における経路の省略は、航空機に対して任意の経路を許可したことを意味する。また、地上走行を行う航空機に対しては、航空交通量、業務量及び通信量を考慮のうえ、実施可能な範囲内において必要な交通情報の提供を行う。
なお、成田空港の場合、駐機場近辺は成田国際空港株式会社の管理するランプコントロールという部署が置かれており、地上管制席と分離されている。

## 飛行場管制席
コールサインはタワー。滑走路を使用する航空機及び管制圏内を飛行する航空機に対して指示を行う。従って航空機の離着陸の許可はタワーの担当である。
具体的には、以下の業務を行う。
- 有視界飛行方式によって飛行する航空機であって当該飛行場に離陸若しくは着陸する航空機又は当該飛行場周辺を飛行する航空機に対する管制許可及び管制指示
- 計器飛行方式によって飛行する航空機であって、次に掲げるものに対する管制指示
  - 当該飛行場から離陸する航空機であって、管制区管制所又はターミナル管制所に引き渡すまでのもの
  - 当該飛行場に着陸する航空機であって、管制区管制所、ターミナル管制所又は着陸誘導管制所から引き継いだもの
- 走行地域を航行する航空機及び飛行場の業務に従事する者に対する管制許可及び管制指示
- 飛行場管制席の管制業務に係る事務であって次に掲げるもの
  - 次に掲げるものの中継
    - 他の管制機関が行った管制承認、管制許可、管制指示及び特別有視界飛行許可
    - 航空機からの位置通報その他の通報

  - 飛行情報業務
  - 警急業務

以上が大きな空港においての代表的な例であるが、管制承認伝達席のない空港においては、地上管制席が管制承認の伝達を行う等、空港によって席の構成が違っている。

## 業務例
離陸する航空機の場合、通常、離陸滑走開始点に近づく前にグランドよりタワーへ通信の移管が行われ、交通状況が許せば、滑走路進入の指示もしくは離陸の許可を発出する。計器飛行方式で飛行する航空機の場合、離陸後はディパーチャーへ引き継がれるか、エンルート（航空路管制）へ引き継がれる。
有視界飛行方式により着陸する航空機の場合、管制圏へ近づくとタワーを呼び出し着陸のリクエストを行う。リクエストを受けたタワーコントローラーは滑走路に至るまでの飛行方法の指示を行い、交通状況が許せば着陸の許可を発出する。着陸後、滑走路を離脱した航空機はグランドに通信移管される。
計器飛行方式により着陸する航空機の場合、管制区管制所等により進入許可（あくまでILS等による進入許可であり、この時点では着陸は許可されていない）を受けた後、タワーに移管され、進入の継続、着陸の許可または着陸復行等の指示を受ける。着陸後、滑走路を離脱した航空機はグラウンドに通信移管される。